# اراک‌لی
اراک‌لی (به ترکی استانبولی: Araklı) شهری است در کشور ترکیه که در استان ترابزون واقع شده‌است. جمعیت این شهر بر اساس سرشماری سال ۲۰۰۸ میلادی ۱۸٬۳۹۵ نفر و بر اساس برآوردهای سال ۲۰۰۹ میلادی ۱۴٬۵۹۰ نفر می‌باشد.